# Ana-Lucia Cortez
Pour les articles homonymes, voir Cortez.
Ana Lucia Cortez est un personnage fictif de la série télévisée Lost : Les Disparus, diffusée sur ABC, et interprété par Michelle Rodriguez.
Ana Lucia apparaît pour la première fois en tant que guest star dans le finale de la première saison avant que Rodriguez ne soit rajoutée au casting principal de la seconde saison. Après que le vol Oceanic 815 se soit désintégré en plein vol, la queue et le fuselage s'écrasent de part et d'autre d'une île mystérieuse. Ana Lucia survie au crash et devient rapidement la chef de la section de la queue de l'appareil. Deux des épisodes de la saison, « La Rencontre » et « Compagnon de déroute », sont centrés sur Ana Lucia et nous montrent sa vie d'officier de police avant le crash à l'aide de flashbacks. Le personnage trouve la mort de la main de Michael Dawson dans cette même saison mais réapparaitra en tant que guest lors des saisons 5 et 6.
Pendant le tournage de la seconde saison, Rodriguez suscite la controverse après avoir été arrêtée par la police pour conduite en état d'ivresse en plein milieu de la production. Cela conduit à des spéculations et des rumeurs mettent en avant que c'est la raison pour laquelle le personnage est tué dans le vingtième épisode diffusé cinq mois plus tard. Les producteurs de Lost affirment que la mort d'Ana Lucia était prévue dès le départ et, plus tard dans un podcast de 2020, Lindelof confirme que Rodriguez avait exprimé son intérêt à poursuivre le rôle au-delà de son contrat d'une saison, mais ils ont révélé que l'intrigue de la mort d'Ana Lucia avait déjà été planifiée. En 2023, Maureen Ryan fait état de diverses allégations selon lesquelles Lindelof et Cuse auraient favorisé un environnement de travail toxique durant la production. Plusieurs sources corroborent les affirmations selon lesquelles Rodriguez a bien été renvoyée en raison de son arrestation en décembre 2005 et que la salle des scénaristes avait favorisé un environnement raciste pour se moquer de sa situation.

## Biographie fictive

### Avant le crash
Avant l'accident, Ana Lucia Cortez est officier au département de police de Los Angeles. Lorsqu'elle tombe enceinte, elle perd le bébé après s'être fait tirer dessus par un suspect lors d'un cambriolage.
Elle passe plusieurs mois en thérapie physique et psychologique, et quand le suspect est arrêté, elle refuse de l'identifier. Lorsqu'il est relâché, elle le tue à la sortie d'un bar. Ana Lucia décide de quitter la police et par la suite, elle travaille en tant qu'agent de sûreté dans un aéroport. Elle rencontre Christian Shephard au bar de l'aéroport qui lui demande de l'accompagner à Sydney en tant que garde du corps et elle accepte. Par la suite, Ana Lucia achète un billet sur le vol Oceanic 815 pour retourner à Los Angeles et retrouver sa mère. Juste avant d'embarquer, elle fait connaissance et sympathise avec Jack Shephard au bar de l'aéroport, tout en ignorant qu'il est le fils de Christian.
Pendant le vol, l'avion se brise au milieu et les deux parties tombent à l'opposé d'une île ; Ana Lucia est l'une des survivantes de la queue de l'appareil.

### Après le crash

#### Survivante et leader
Après le crash, Ana Lucia fait de son mieux pour aider chaque survivant, en particulier une fillette et son petit frère. Elle créée ensuite des liens avec Eko, Libby, Bernard et Goodwin. La nuit suivante, quelques survivants sont enlevés par les « Autres », les mystérieux habitants de l'île qui terrorisent également le groupe du fuselage de l'avion de l'autre côté de l'île. Pendant l'attaque, Eko tue deux des Autres et le lendemain, en analysant les corps, Ana Lucia comprend qu'ils étaient déjà sur l'île bien avant le crash. Quelques nuits plus tard, neuf survivants de plus sont enlevés dont les enfants. Pendant cette deuxième attaque, Ana Lucia parvient à tuer un des « Autres » et trouve une liste sur lui contenant les descriptions des personnes enlevées. Ana décide alors de quitter la plage et commence à suspecter Nathan, un autre survivant, d'être un traître qui aurait donné les informations personnelles des survivants qui ont été enlevés par les Autres. Elle creuse un puits dans lequel elle le séquestre jusqu'à ce qu'il l'admette. Quand il disparaît pendant une nuit, le petit groupe restant (composé de Eko, Libby, Bernard, Goodwin et Cindy) découvre un bunker connu sous le nom de « La Flèche ». Lorsque Ana Lucia et Goodwin partent sur une colline afin de détecter un signal radio, Ana Lucia lui dit qu'elle sait qu'il est le traître et il lui avoue toute la vérité sur son identité ainsi que l'assassinat de Nathan. Après une lutte contre lui, Ana Lucia l'empale sur un bâton, le tuant sur le coup, puis retourne au bunker et leur dit qu'ils sont maintenant en sécurité. Lorsque Jin, Michael et Sawyer sont capturés sur le rivage puis jetés dans le puits, Ana Lucia feint d'avoir été également capturée. Lorsqu'elle comprend qu'ils sont eux aussi des survivants du vol 815, elle les libère, et avec son groupe, ils se rendent au camp des autres survivants. Quand Ana et ses compagnons se s'approchent du camp, les Autres se rapprochent également du groupe d'Ana Lucia et enlève Cindy lorsqu'un violent orage se met à gronder. Entre la pluie et les chuchotements dans la jungle, Ana Lucia est complètement déstabiliser et tire par reflexe pour défendre son groupe lorsqu'une personne s'approche : il s'agit de Shannon, qu'Ana Lucia a pris pour une « Autre », et qui meurt juste après le coup de feu. Sayid, amoureux de Shannon, est aussi présent sur le lieu des faits. Il est alors attaché par Ana Lucia, quant à elle en état de choc à la suite de son geste, qui interdit ensuite aux personnes de son groupe de se rendre jusqu'au camp, avec son arme pointée sur eux. Après que Libby ait réussie à la raisonné, elle les laisse à contre-cœur partir. Après une discussion avec Sayid, elle le détache et jette ses armes à terre pour qu'il puisse s'en emparer et la tuer car elle le mérite, selon elle. Il s'y résout et ils finissent par rejoindre le camp ensemble, Jack reconnaissant Ana Lucia instantanément.

#### Arrivée sur le camp et importance
Honteuse et prise par les remords après avoir tué Shannon, Ana Lucia prend place sur le camp mais reste à l'écart du groupe et refuse d'assister à l'enterrement. Par la suite, certains membres du campement comme Sun et Jin commencent à aller vers elle et Ana Lucia se rapproche de Jack. Dans l'épisode « En territoire ennemi », Jack pose des questions à Ana Lucia sur son passé de policier et lui demande de se joindre à lui pour monter une armée contre les Autres. Dans l'intention de monter la potentielle armée, Ana Lucia confie à Jack que les survivants n'ont « pas assez peur » des Autres et qu'ils se sentent trop en sécurité pour les affronter et créer une armée. Dans la foulée, Sun est violemment attaqué par un inconnu et Kate pense tout de suite qu'Ana est peut-être derrière l'attaque, justement pour insuffler la peur dans le camp. Mais il n'en est rien, car l'agresseur est Charlie. Grâce à sa formation de policier et son expérience avec les Autres, Locke demande à Ana Lucia d'interroger un homme prétendant s'appeler Henry Gale et qu'ils retiennent prisonnier dans le bunker car son identité n'est pas sûre. Il lui parle du ballon dirigeable avec lequel il est arrivé sur l'île avec sa femme et dessine à Ana Lucia une carte du lieu où son ballon se serait écrasé et où il aurait enterré sa femme. Ana Lucia lui promet de le garder en vie si la carte confirme son histoire. Elle part vérifier les propos de l'homme séquestré dans le bunker en se rendant sur le lieu de l'accident avec Sayid et Charlie et Ana Lucia se rend compte que Charlie porte une arme cachée et lui demande de la donner à quelqu'un qui sait s'en servir. Charlie donne à contrecœur l'arme à Sayid. Dans la soirée, Ana Lucia rejoint Sayid près d'un feu de camp et s'excuse pour ce qu'elle a fait à Shannon. Sayid lui dit que ce n'était pas sa faute car elle essayait de protéger les siens, que c'était un accident et explique qu'il tient les Autres pour responsables de la mort de Shannon. Il ajoute qu'une fois qu'ils auront découvert l'identité d'Henry, au cas où s'il est l'un d'entre eux, il faudra faire quelque chose et régler le problème. Le lendemain, l'expédition d'Ana Lucia, Sayid et Charlie touche à sa fin et ils retournent au campement pour informer Jack, Kate et les autres survivants de ce qu'ils ont trouvé : ils ont en effet découvert le ballon dirigeable et une tombe à côté. Mais à l'intérieur ne se trouvait pas le corps d'une femme, mais d'un homme : celui d'un homme noir, le véritable Henry Gale, qui ne correspond pas du tout au physique du prisonnier. Ce dernier cache donc bel et bien sa véritable identité. Avec Sayid, Ana Lucia continue d'interroger le faux Henry Gale. Au cours de l'épisode « S.O.S », Ana Lucia propose à Jack de l'accompagner dans sa tentative de négociation avec les Autres. Ana donne une arme à Jack et lui conseille d'emmener quelqu'un avec lui.

#### Sa mort
Dans l'épisode « Compagnon de déroute », Ana Lucia souhaite parler de nouveau avec le faux Henry Gale, mais ce dernier l'attaque brusquement et tente de la tuer en l'étranglant mais Locke la sauve. Lorsque Locke demande à l'homme pourquoi il a attaqué Ana Lucia et pas lui, l'homme lui répond que Locke fait partie des « bonnes personnes ». Bien que Libby conseille à Ana Lucia de ne pas essayer de se venger d'Henry en se laissant emporter par son désir de vengeance, elle est déterminée à le tuer et demande une arme à Sawyer, mais essuie un refus. Ana Lucia revient une nouvelle fois pour lui réclamer l'une de ses armes mais cette fois ci par la force. Il commence à se battre mais il la plaque au sol. Elle le séduit finalement et fait l'amour avec lui et parvient à le distraire suffisamment longtemps pour voler l'arme sans qu'il ne s'en rende compte. Elle retourne au bunker dans le but de tuer le faux Henry. Michael la rejoint dans le salon du bunker et demande à Ana Lucia ce qui se passe et elle lui donne quelques explications : Sawyer a toutes les armes tandis que Jack, Locke et Kate sont partis lui prendre. Elle lui annonce également que pendant son absence, le groupe a capturé un homme, le faux Henry, et qu'ils le garde en captivité à l'intérieur de l'armurerie. Elle mentionne que le prisonnier a essayé de la tuer plus tôt dans la journée et que, bien qu'elle ait été sur le point de le faire, elle n'a pas été capable d'appuyer sur la gâchette pour le tuer, tout en prétextant en larmes qu'elle ne peux plus tuer personne aujourd'hui car elle ne peux plus se résoudre à de tels actes. Michael lui propose alors de le faire, exprimant sa rage contre les Autres qui ont enlevé son fils en début de saison. Ana Lucia lui tend alors son arme et lui donne la combinaison pour ouvrir la porte de l'armurerie. Michael prend l'arme, la contemple et lui demande de lui pardonner. La jeune femme ne comprend pas ses paroles et par surprise, Michael se retourne vers elle et lui tire une balle en plein cœur, la tuant sur le coup.
Dans la scène d'ouverture de l'épisode suivant, baptisé « Sous surveillance », Ana Lucia apparaît dans le rêve de son ami Eko : elle est ensanglantée, une balle dans la poitrine, et dit à Eko d'aider Locke. Il s'agit alors d'un rêve prémonitoire car Ana est déjà morte dans l'épisode et Eko devra aider Locke pour faire une découverte surprenante. Le corps d'Ana Lucia sera retrouvé par Jack, Kate, Sawyer, Locke et Eko sur le sofa du bunker quelques minutes plus tard, Kate constatant sa mort. Puis, elle sera enterrée sur la plage auprès de Libby à la fin de l'épisode « Ces quatre là », également tuée par Michael dans le bunker à la fin de l'épisode « Compagnon de déroute », Jack lui rendant hommage face à tout les survivants ayant fait le déplacement pour assister aux funérailles après que Sayid ait fait part à Jack de ses doutes concernant Michael. Dans le dernier épisode de la saison, la vérité éclate sur ce dernier : en route pour aller attaquer les Autres avec Kate, Sawyer et Hurley pour récupérer Walt, Jack confronte violemment Michael qui avoue devant tout le monde avoir tué Ana Lucia pour libérer le faux Henry sans crainte d'être pris en flagrant délit tandis que Libby était un pure accident.

#### Vision etflash sideway
Ana Lucia n'apparaîtra plus dans la série jusqu'à la cinquième saison, dans une vision de Hurley : alors qu'il est en voiture, Hurley se fait arrêter par Ana Lucia qui lui donne des conseils sur la façon d'éviter les policiers. Puis, elle réapparaît pour la toute dernière fois dans la série lors de l'épisode « Au nom des disparus », lors d'une réalité alternative ou, en tant que policière corrompue par l'argent d'Hurley, elle libère Kate, Sayid et Desmond alors qu'elle les transporte dans sa fourgonette. Cependant, elle est l'un des seuls personnages de la série à ne pas réapparaitre dans le tout dernier épisode de la série.

### Personnalité du personnage
Melanie McFarland du Seattle Post-Intelligencer décrit Ana Lucia comme « exigeante », « hostile » voire comme une brute « brute ». Elle qualifie Ana Lucia d'« ex-flic brisé et morose » avec un « air perpétuellement renfrogné ». McFarland décrit le personnage comme quelqu'un qui « prend les choses en main » et qui est « incapable d'être raisonné dans ses décisions dictatoriales ». Anna Johns, de TV Squad d'AOL, estime qu'Ana Lucia est « abrasive et dépourvue de sens commun ou de civilité. Elle a un style de management qui est, hum, différent. C'est ce qui fait un grand personnage, un personnage fort. Même si nous la détestons. » C. K. Sample, également de TV Squad, dit qu'Ana Lucia est « en colère », « folle de pouvoir » et « complètement cinglée ».
Selon le producteur superviseur Leonard Dick, « Ana Lucia est quelqu'un qui ne veut pas être une victime. Elle a été victime une fois et s'est juré de ne plus jamais l'être" tandis que Michelle Rodriguez décrit le personnage comme étant « très intuitif », ajoutant : « J'aime que le personnage soit presque toujours conscient et méfiant ». Elle est « une fille de la rue intelligente » et a une certaine qualité de « franc parlé ».

## Développement

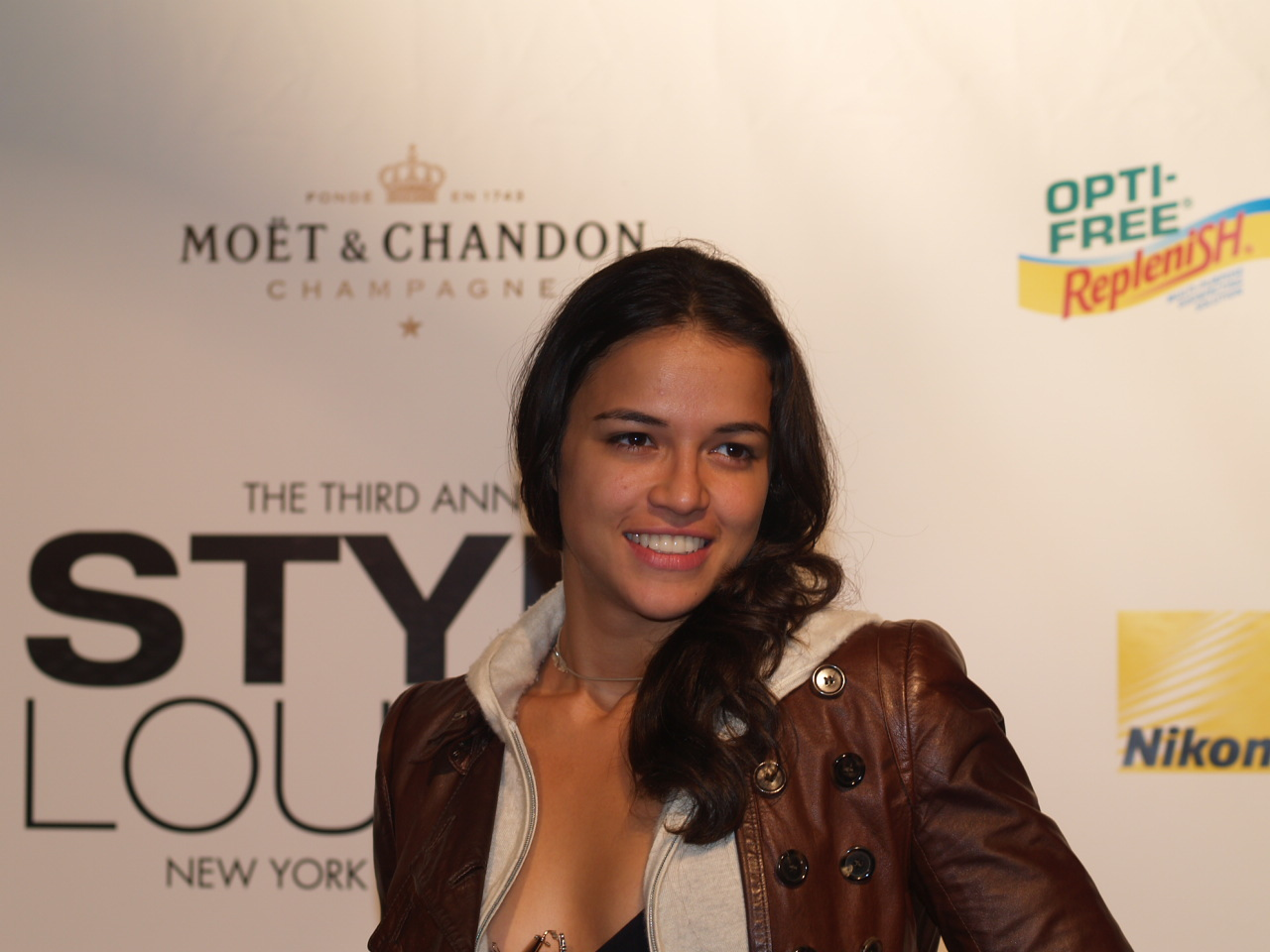
Michelle Rodriguez en 2007.

### Casting
En février 2005, les producteurs de Lost commencent à chercher une femme latino-américaine, d'une trentaine d'années, qui serait le chef de la section de queue de l'avion et un intérêt romantique pour Jack. L'agent de Michelle Rodriguez (qui avait 26 ans à l'époque) contacte alors les producteurs, les informant que Rodriguez est intéressée par le rôle[. Elle dit alors qu'elle est potentiellement intéressée par la télévision et qu'elle a l'impression d'avoir été cataloguée dans des rôles de femmes dures, donc elle veut que ce rôle soit différent.